# دانشکده پزشکی بیمارستان سنت مری
دانشکده پزشکی بیمارستان سنت مری (انگلیسی: St Mary's Hospital Medical School) جدیدترین کالج تشکیل‌دهندهٔ امپریال کالج لندن است که در سال ۱۸۵۴ میلادی و به‌عنوان بیمارستانی مستقل جدیدی در پدینگتون تأسیس شد.
این مرکز آموزشی در دهه‌های ۱۹۸۰ و ۱۹۹۰ میلادی، محبوب‌ترین مدرسه پزشکی انگلستان بود و احتمال قبولی در آن در سال ۱۹۹۶ میلادی، ۱ از ۲۷ درخواست بود. این مدرسه سرانجام در سال ۱۹۸۸ به امپریال کالج لندن پیوست و جزئی از آن شد.
برخی از فارغ‌التحصیلان مشهورش عبارتند از: الکساندر فلمینگ، راجر بنیستر و اندرو ویکفیلد.